# You Were Meant for Me (bài hát của Jewel)
"You Were Meant for Me" là một bài hát của nghệ sĩ thu âm người Mỹ Jewel nằm trong album phòng thu đầu tay của cô, Pieces of You (1995). Nó được phát hành như là đĩa đơn thứ hai trích từ album vào ngày 12 tháng 11 năm 1996 bởi Atlantic Records. Bài hát được đồng viết lời bởi Jewel và Steve Poltz, bạn trai của cô lúc bấy giờ, trong khi phần sản xuất được đảm nhận bởi Ben Keith và Peter Collins, những cộng tác quen thuộc xuyên suốt sự nghiệp của nữ ca sĩ. "You Were Meant for Me" đã được thu âm lại nhiều lần trước khi Jewel và hãng đĩa của cô chọn ra được phiên bản ưng ý nhất để chọn làm đĩa đơn, bao gồm bản gốc xuất hiện lần đầu tiên trong album và bản phối Juan Patino Radio mà không được phát hành rộng rãi. Sau đó, cô phải thu âm lại phiên bản cuối cùng với phong cách phối khí thân thiện với công chúng và sóng phát thanh hơn, và nó cũng xuất hiện trong những ấn phẩm tái bản của Pieces of You.
"You Were Meant for Me" là một bản folk-pop mang nội dung đề cập đến sự hiểu biết của một cô gái về một mối quan hệ thất bại và cách cô đối phó với thực tế đó trong cuộc sống của mình. Sau khi phát hành, bài hát nhận được những phản ứng tích cực từ các nhà phê bình âm nhạc, trong đó họ đánh giá cao chất giọng mộc mạc của Jewel cũng như quá trình sản xuất của nó, và gọi đây là một điểm nhấn nổi bật từ album. Nó cũng gặt hái những thành công đáng ghi nhận về mặt thương mại, lọt vào top 5 ở Úc và Canada mặc dù chỉ vuơn đến top 40 ở một số thị trường khác như New Zealand và Vương quốc Anh. Tại Hoa Kỳ, "You Were Meant for Me" đạt vị trí thứ hai trên bảng xếp hạng Billboard Hot 100 trong hai tuần, trở thành đĩa đơn đầu tiên của Jewel vươn đến top 5 và đạt thứ hạng cao nhất của cô tại đây. Ngoài ra, nó cũng trở thành một trong những đĩa đơn trụ vững ở top 10 cũng như bảng xếp hạng lâu nhất trong lịch sử Hot 100, lần lượt với 28 tuần và 65 tuần.
Video ca nhạc cho "You Were Meant for Me" được đạo diễn bởi Lawrence Carroll, trong đó tập trung mô tả vào việc cố gắng hàn gắn lại một mối quan hệ tình cảm của một cặp đôi mặc dù đã gần như tan vỡ (do Jewel và Poltz thủ vai). Nó đã nhận được ba đề cử tại giải Video âm nhạc của MTV năm 1996 cho Video của năm, Bình chọn của người xem và Video xuất sắc nhất của nữ ca sĩ, và chiến thắng một giải sau. Để quảng bá bài hát, nữ ca sĩ đã trình diễn "You Were Meant for Me" trên nhiều chương trình và lễ trao giải lớn, bao gồm Late Show with David Letterman, Saturday Night Live và MTV Unplugged, cũng như trong nhiều chuyến lưu diễn của cô. Được ghi nhận là bài hát trứ danh trong sự nghiệp của Jewel, nó đã được hát lại và sử dụng làm nhạc mẫu bởi nhiều nghệ sĩ, như Jordin Sparks, Tori Kelly và Boyce Avenue, cũng như xuất hiện trong những tác phẩm điện ảnh và truyền hình, bao gồm How I Met Your Mother và The Office.

## Danh sách bài hát
- Đĩa CD tại châu Âu[1]

1. "You Were Meant for Me" (radio chỉnh sửa) - 3:39
2. "Cold Song" - 1:03
3. "Rocker Girl" - 1:44

- Đĩa CD tại Hoa Kỳ[2]

1. "You Were Meant for Me" (album chỉnh sửa) - 3:48
2. "Foolish Games" (bản album) - 5:38

## Xếp hạng
| Bảng xếp hạng (1996-97)               | Vị trí cao nhất |
| ------------------------------------- | --------------- |
| Úc (ARIA)                             | 3               |
| Canada (RPM)                          | 2               |
| Canada Adult Contemporary (RPM)       | 2               |
| Hà Lan (Single Top 100)               | 69              |
| New Zealand (Recorded Music NZ)       | 22              |
| Scotland (OCC)                        | 30              |
| Anh Quốc (OCC)                        | 32              |
| Hoa Kỳ Billboard Hot 100              | 2               |
| Hoa Kỳ Adult Contemporary (Billboard) | 1               |
| Hoa Kỳ Adult Pop Airplay (Billboard)  | 1               |
| Hoa Kỳ Alternative Songs (Billboard)  | 26              |
| Hoa Kỳ Pop Airplay (Billboard)        | 1               |

| Bảng xếp hạng (1997)              | Vị trí |
| --------------------------------- | ------ |
| Australia (ARIA)                  | 25     |
| Canada (RPM)                      | 2      |
| Canada Adult Contemporary (RPM)   | 4      |
| US Billboard Hot 100              | 2      |
| US Adult Contemporary (Billboard) | 3      |
| US Adult Top 40 (Billboard)       | 4      |
| Bảng xếp hạng (1998)              | Vị trí |
| US Billboard Hot 100              | 87     |

| Bảng xếp hạng (1990–99) | Vị trí |
| ----------------------- | ------ |
| U.S. Billboard Hot 100  | 4      |

| Bảng xếp hạng                | Vị trí |
| ---------------------------- | ------ |
| US Billboard Hot 100         | 20     |
| US Billboard Hot 100 (Women) | 8      |
| US Pop Songs (Billboard)     | 33     |

## Chứng nhận
| Quốc gia                                  | Chứng nhận | Số đơn vị/doanh số chứng nhận |
| ----------------------------------------- | ---------- | ----------------------------- |
| Úc (ARIA)                                 | Bạch kim   | 70.000^                       |
| Hoa Kỳ (RIAA)                             | Bạch kim   | 1,300,000                     |
| ^ Chứng nhận dựa theo doanh số nhập hàng. |            |                               |